# 白鳥村 (埼玉県)
白鳥村（しらとりむら）は埼玉県の西部、秩父郡に属していた村。

## 地理
- 河川：荒川

## 歴史
- 1889年（明治22年）4月1日 - 町村制施行により、岩田村、井戸村、金尾村、風布村、下田野村が合併し秩父郡白鳥村が成立する[1]。旧村は白鳥村の大字となる。
- 1915年（大正4年）3月 - 地内を流れる荒川に白鳥橋が開通する。
- 1943年（昭和18年）9月8日 - 村の北部（岩田、井戸、金尾、風布）は野上町、寄居町へ分割編入。村の南部（下田野）は近隣の1町5村と合併し美野町となる[1][2]。白鳥村消滅。各大字は各町村に継承された。
  - 大字岩田、井戸、風布の一部は樋口村とともに野上町へ編入する[1][2]。
  - 大字金尾、風布の一部は桜沢村とともに大里郡寄居町へ編入する[1][2][3]。
  - 大字下田野は皆野町、国神村、金沢村、日野沢村、三沢村、大田村と合併し美野町を新設する[4][2]。
- 村名の由来は、南北朝時代には『白鳥郷』、中世末期には『新編武蔵風土記稿』にも見える荘園『白鳥荘』[注釈 1]がこの地にあったことによる[1]。